# Ironman Hawaï 1980
De Ironman Hawaï 1980 is een triatlon die op vrijdag 15 februari 1980 werd gehouden. Het was de derde editie van de Ironman Hawaï. Deze wedstrijd deed dienst voor het wereldkampioenschap triatlon voor de Ironman Afstand (3,86 km zwemmen - 180,2 km fietsen - 42,195 km hardlopen). De start vond plaats op het strand van Waikiki. Pas bij de Ironman Hawaï 1982 (vierde) verschoof het evenement naar het eiland Hawaï in Kailua-Kona.
De wedstrijd bij de mannen werd gewonnen door de Amerikaan Dave Scott. Hij volbracht het zwemonderdeel in 51 minuten. Na het fietsen had hij 30 minuten voorsprong op de nummer twee. Scott volbracht het onderdeel in 5:03. Alleen oud olympisch deelnemer John Howard had minder tijd nodig op de fiets, maar doordat hij een uur langer deed over het zwemonderdeel was hij geen bedreiging voor de overwinning. Scott finishte de marathon in een sneller 3 uur en 30 minuten. Hiermee versloeg hij zijn landgenoot Chuck Neumman met meer dan een uur tijdsverschil.

## Uitslagen

### Mannen
| rang   | naam              | land | totaaltijd | zwemmen | fietsen | hardlopen |
| ------ | ----------------- | ---- | ---------- | ------- | ------- | --------- |
| Goud   | Dave Scott        | USA  | 09:24.33   | 0:51.00 | 5:03.00 | 3:30.33   |
| Zilver | Chuck Neumann     | USA  | 10:24.41   | 1:02.00 | 5:38.00 | 3:44.41   |
| Brons  | John Howard       | USA  | 10:32.36   | 1:51.00 | 4:28.00 | 4:13.46   |
| 4      | Tom Warren        | USA  | 10:49.16   | 1:00.00 | 5:40.00 | 4:09.16   |
| 5      | Thomas Boughey    | USA  | 10:57.07   | 0:55.00 | 5:43.00 | 4:19.07   |
| 6      | Gordon Haller     | USA  | 10:58.15   | 1:19.00 | 6:12.00 | 3:27.15   |
| 7      | Kurt Madden       | USA  | 11:07.42   | 1:00.00 | 6:06.00 | 4:01.42   |
| 8      | Ladie Shaw        | USA  | 11:10.42   | 1:30.00 | 6:06.00 | 3:34.42   |
| 9      | James Mensching   | USA  | 11:12.26   | 1:18.00 | 5:26.00 | 4:28.26   |
| 10     | Samuel Barloon    | USA  | 11:13.07   | 1:00.00 | 6:13.00 | 4:00.07   |
| 11     | Bill Mckean       | USA  | 11:20.26   | 1:27.00 | 5:54.00 | 3:59.26   |
| 12     | David Carlson     | USA  | 11:29.07   | 1:25.00 | 5:34.00 | 4:30.07   |
| 13     | David Mcgillivray | USA  | 11:33.28   | 1:30.00 | 6:16.00 | 3:47.28   |
| 14     | Dennis Hearst     | USA  | 11:46.43   | 1:23.00 | 5:43.00 | 4:40.43   |
| 15     | Del Scharffenberg | USA  | 11:51.04   | 1:49.00 | 5:38.00 | 4:24.04   |
| 16     | Hal Gabriel       | USA  | 11:51.39   | 1:35.00 | 6:27.00 | 3:49.39   |
| 17     | George Munro      | USA  | 11:52.21   | 1:35.00 | 6:41.00 | 3:36.21   |

### Vrouwen
| rang   | naam         | land | totaaltijd | zwemmen | fietsen | hardlopen |
| ------ | ------------ | ---- | ---------- | ------- | ------- | --------- |
| Goud   | Robin Beck   | USA  | 11:21.24   | 1:20.00 | 6:05.00 | 3:56.24   |
| Zilver | Eve Anderson | USA  | 15:40.59   | 1:30.00 | 7:48.00 | 6:22.59   |

1978 · 
1979 · 
1980 · 
1981 · 
1982 (feb.) · 
1982 (okt.) · 
1983 · 
1984 · 
1985 · 
1986 · 
1987 · 
1988 · 
1989 · 
1990 · 
1991 · 
1992 · 
1993 · 
1994 · 
1995 · 
1996 · 
1997 · 
1998 · 
1999 · 
2000 · 
2001 · 
2002 · 
2003 · 
2004 · 
2005 · 
2006 · 
2007 · 
2008 · 
2009 · 
2010 · 
2011 · 
2012 · 
2013 · 
2014 · 
2015 · 
2016 · 
2017 · 
2018 · 
2019